# Per horus, et per ra, et per solem, invictus, ducere
Pour les articles homonymes, voir Horus (homonymie), RA et Sol Invictus.
Per horus, et per ra, et per solem, invictus, ducere (soit l'équivalent en français de la maison d'Horus la renaissance de Rê et la renaissance du Sol Invictus (Soleil invaincu)) est une formule magique latine de sorcellerie, du mage enchanteur Eusèbius (ou Eusæbius) du XIIe siècle, qui associée à l’absorption d'une potion magique de son grimoire, permet de voyager dans le temps à travers les couloirs du temps, dans la célèbre suite de films Les Visiteurs, de Jean-Marie Poiré.

## Historique
Cette formule magique de sorcellerie du grimoire du mage enchanteur Eusæbius est associée à une potion magique, à base entre autres de venin de vipère, de poudre de limace, et d'œufs de caille.
L'omission des œufs de cailles peut faire référence à l'oubli de la prononciation hiéroglyphique du Poussin de caille qui se prononce « ou »[Interprétation personnelle ?].

## Série de films desVisiteurs
- 1993 : Les Visiteurs, de Jean-Marie Poiré
- 1998 : Les Couloirs du temps : Les Visiteurs 2, de Jean-Marie Poiré
- 2001 : Les Visiteurs en Amérique (Just Visiting) de Jean-Marie Poiré (remake américain du premier film)
- 2016 : Les Visiteurs : La Révolution, de Jean-Marie Poiré